# Terézia Páleníková
Terézia Páleníková (ur. 16 sierpnia 1995 w Bratysławie) – słowacka koszykarka, reprezentantka kraju, występująca na pozycji niskiej skrzydłowej, obecnie zawodniczka Pieszczańskich Czajek.
23 maja 2018 została zawodniczką Ślęzy Wrocław. 19 czerwca 2019 przedłużyła umowę z wrocławskim klubem. 6 września klub poinformował, iż nie zagra w sezonie 2019/2020.
3 stycznia 2020 powróciła do słowackiego klubu Pieszczańskich Czajek.

## Osiągnięcia
Stan na 3 stycznia 2020, na podstawie, o ile nie zaznaczono inaczej.
Drużynowe
- Wicemistrzyni Słowacji (2015–2017)
- Brązowa medalistka mistrzostw Słowacji (2018)
- Zdobywczyni Pucharu Słowacji (2017)
- Finalistka Pucharu Słowacji (2016, 2018)
- Mistrzyni I ligi słowackiej (2012 – II poziom rozgrywkowy)
- Uczestniczka rozgrywek:
  - Euroligi (2017/2018)
  - Eurocup (2015–2018)

Indywidualne
(* – nagrody przyznane przez portal eurobasket.com)
- Słowacka koszykarka roku (2022)[9]
- Zaliczona do*:
  - I składu najlepszych zawodniczek krajowych ligi słowackiej (2013)
  - II składu ligi słowackiej (2013, 2016)
  - składu ligi słowackiej honorable mention (2018)

Reprezentacja
- Uczestniczka:
  - Eurobasketu:
    - 2017 – 8. miejsce
    - U–20 (2014 – 8. miejsce, 2015 – 8. miejsce
    - U–18 (2012 – 9. miejsce, 2013 – 14. miejsce)
    - U–16 (2011 – 11. miejsce)
    - U–16 dywizji B (2010)
- Zaliczona do składu honorable mention mistrzostw Europy U–20 (2015)